# تپه امامزاده حاجی حاضر
تپه امامزاده حاجی حاضر مربوط به عصر مس و سنگ میانی و جدید است و در شهرستان اسلام‌آباد غرب، بخش مرکزی، دهستان حومه جنوبی، ۴۰۰ متری غرب روستای کیخسرو واقع شده و این اثر در تاریخ ۱۴ اسفند ۱۳۸۵ با شمارهٔ ثبت ۱۷۸۵۱ به‌عنوان یکی از آثار ملی ایران به ثبت رسیده است.